# La Cigüeña
La Cigüeña är en ort i Mexiko.   Den ligger i kommunen Tapachula och delstaten Chiapas, i den sydöstra delen av landet, 900 km sydost om huvudstaden Mexico City. La Cigüeña ligger 7 meter över havet och antalet invånare är 367.
Terrängen runt La Cigüeña är mycket platt. Havet är nära La Cigüeña åt sydväst. Runt La Cigüeña är det ganska tätbefolkat, med 129 invånare per kvadratkilometer. Närmaste större samhälle är Brisas Barra de Suchiate, 14,0 km sydost om La Cigüeña. 